# Podabrus yanoi
Podabrus yanoi es una especie de coleóptero de la familia Cantharidae.

## Distribución geográfica
Habita en Japón.